# 자분 탐상 검사
자분 탐상 검사는 시험체를 자화 시켰을 때 표면 또는 표면 부위에 자속을 막는 결함이 존재할 경우 그곳에서부터 자장이 누설되며 결함의 양측에 자극이 형성되어 결함 부분이 작은 자석이 있는 것과 같은 효과를 띄게 되어 공간에 자장을 형성한다. 그 공간에 자분을 뿌리면 자분 가루들이 자화되어 자극을 갖고 결함 부위에 달라붙게 된다. 자분이 밀집 되어있는 모양을 보고 시험체의 결손 부위와 크기를 측정한다.

### 연속법
연속법(連續法)이란 자화전류 또는 여자전류(勵磁電流: 극간법의 경우)를 통전하고 있는 동안에 시험면에 자분적용을 완료시키는 방법을 말한다. “자분적용을 완료시킨다. “라는 말의 의미는 만약 시험면에 결함이 존재한다면 그 결함에 자분을 잇달아 보내주어 식별 가능한 자분모양을 형성시킨 후에 시험면 위에서의 자분의 움직임을 정지시키는 것이다. 따라서 연속법에 있어서 자분의 적용 시간이란 자분이나 검사액(액체에 자분을 분산 현탁시킨 것을 말함)이 통전봉에 시험면 위를 흐르고 있는 시간을 말하는 것이 된다. 이 시간은 결함에 흡착되어서 축적되는 자분의 양, 즉 결함자분모양의 형성을 현저하게 좌우한다. 적용시간이 짧으면 명료한 결함자분모양이 얻어지지 않거나 경우에 따라서는 결함자분모양이 나타나지 않을 수도 있다. 더구나 통전을 정지하고 나서 검사액을 시험면에 흐르도록 해서는 안된다. 통전을 정지하면 결함에 자분의 흡착력이 약해지며, 검사액이 흐름으로 해서 결함자분모양이 지워져 버릴 우려가 있기 때문이다. 통전중에 자분의 적용시간이 어느 정도 필요한가는 자속의 흐름상태, 자분의 종류 및 검출해야 할 결함의 종류와 크기에 따라 다르다. 어떠한 결함이 존재할지 알 수 없을 경우에는 가장 검출하기 어려운 결함이 존재함을 가정해서 충분한 시간을 확보해야 한다. 이 경우 자분의 적용시간을 어느 정도 길게 하여도 검사액의 유속이 빠르면 효과가 없기 때문에 주의해야 한다. 통상 검사액이 자화된 동일 개소에 대해서 형광자분의 경우는 적어도 3초, 비형광자분의 경우는 5초 이상 천천히 흐르고 있을 필요가 있다. 연속법에 있어서는 검사액이 시험면에서 전부 흘러내린 후에 통전을 정지해야 하기 때문에 자화전류 또는 여자전류(勵磁電流)의 통전시간은 이보다 더욱 길어진다. 검사액의 적용을 먼저 해할지 통전과 동시에 행할지는 어느 쪽도 좋지만 자화기(磁化機)의 능력부족으로 통전시간을 길게 할 수 없을 경우에는 먼저 시험면을 검사액으로 미리 적셔주는 편이 통전중에 있어서 시험면 위의 검사액 흐름이 일률적으로 된다는 이점을 가지고 있다. 
상기와 같이 통전중에 있어서는 자분의 적용시간이 긴 것이 자화된 결함부로 보내지는 자분의 총량이 늘어나기 때문에 바람직하다. 그러나 너무 길면 나쁜 영향이 나타난다. 그것은 “자분탐상시험의 원리”에서 기술한 바와 같이 결함자분모양의 식별은 어디까지나 자분모양과 시험면과의 색깔 및 밝기의 Contrast(대비)에 의해 행해지는 것이며, 자분의 적용시간이 너무 길면 시험면에 침착(沈着)하는 자분량이 많아져서 자분모양과 Background와의 Contrast가 저하되므로 결함자분 모양의 식별이 곤란해지기 때문이다. 이와 같은 사항은 형광자분을 이용할 경우에 특히 주의해야 한다. 만약 자분의 적용시간이 너무 길어 시험면이 자분으로 오염될 경우에는 한번 씻어서 부탁된 자분을 제거하고 나서 다시금 탐상을 하도록 해야 한다.

### 잔류법
잔류법(殘溜法)이란 자화전류 또는 여자(勵磁)전류로 직류를 사용하여 통전을 정지하고 나서 시험면에 자분을 적용하며 결함에 자분모양이 형성된 후에 자분의 적용을 끝내는 방법을 말한다. 자화 전류 또는 여자전류의 통전 시간은 정해진 직류값이 확인 될 수 있다면 짧은 것이 좋고 일반적으로 1초 이하이다. 자분의 적용시간은 연속법의 경우와 마찬가지로 자속의 흐름상태, 자분의 종류 및 검출해야 할 결함의 종류와 크기에 따라 다르지만 일반적으로 연속법에 비해서 약간 길게 해주는 편이 좋다. 단, 이 적용시간은 자분의 적용시 유체(流體)의 속도가 늦은 적용상태가 유지되고 있을 경우이다. 유속이 빠르면 연속법의 경우와 마찬가지로 검출하기 어려운 결함의 자분모양은 어느 정도 적용시간이 길어도 형성되기 어렵다. 또 자화전류를 통전하고 나서 자분 적용을 끝낼 때까지의 그 사이에는 시험면에 강자성체를 접촉시키지 않도록 해야 한다. 만약 접촉이 되면 자기펜적(磁氣pen跡)이라는 유사모양(결함이 아닌데도 나타나는 자분모양을 말함 : 의사모양이라고도 함)이 나타나며, 그것을 결함으로 오인할 수 있으므로 주의할 필요가 있다. 또, 코일법에서는 일반적으로 이음철봉(Head)이 쓰이는데 이 경우에 있어서 자분의 적용은 시험체의 이음철봉(Head)을 접속시킨 그대로의 상태에서 행해야만 한다.